# Hydrochara rickseckeri
Hydrochara rickseckeri är en skalbaggsart som först beskrevs av Horn 1895.  Hydrochara rickseckeri ingår i släktet Hydrochara och familjen palpbaggar. Inga underarter finns listade i Catalogue of Life.